# Six Degrees of Separation (singolo)
Six Degrees of Separation è un brano musicale del gruppo irlandese The Script, pubblicato il 25 novembre 2012 come secondo singolo dal loro terzo album intitolato #3.

## Classifiche
| Classifica (2012) | Posizione massima |
| ----------------- | ----------------- |
| Australia         | 31                |
| Irlanda           | 43                |
| Regno Unito       | 32                |